# دیدی (ماداگاسکار)
دیدی (به لاتین: Didy) یک منطقهٔ مسکونی در ماداگاسکار است که در آمباتوندرازاکا واقع شده‌است. دیدی ۱٬۷۷۳٫۱۶ کیلومتر مربع مساحت و ۳۳٬۰۳۹ نفر جمعیت دارد و ۱٬۰۳۴ متر بالاتر از سطح دریا واقع شده‌است.